# Dilorom Qambarova
Dilorom Qambarova (kyrillisch Дилором Қамбарова, russisch Дилором Файзуллаевна Камбарова Dilorom Fajsullajewna Kambarowa; * 27. April 1957 in Margʻilon) ist eine ehemalige sowjetisch-usbekische Schauspielerin. 
Sie studierte am Taschkenter Staatlichen Institut für Kunst und später am Gerassimow-Institut für Kinematographie in Moskau, wo sie 1982 ihr Studium beendete. Ab 1974 war sie als Filmschauspielerin beim bekannten Filmstudio Usbekfilm tätig. Im Jahre 1985 wurde ihr der Titel „Verdiente Künstlerin der UdSSR“ verliehen. Schließlich emigrierte sie nach den Vereinigten Staaten, wo sie 2003 als Mannequin in Seattle arbeitete. Ihre Tochter lebt in Los Angeles.

## Filmografie (Auswahl)
- 1972: Die siebente Kugel (Седьмая пуля, Sedmaja pulja)
- 1976: Skasanie o Sijawusche (Tadschikfilm)
- 1979: Piraten des 20. Jahrhunderts[1]
- 1990: Temir xotin (russisch Чудо-женщина, englisch Wonder Woman, Usbekfilm)